# Vulgichneumon mimicus
Vulgichneumon mimicus là một loài tò vò trong họ Ichneumonidae.